# Pycnosorus eremaeus
Pycnosorus eremaeus là một loài thực vật có hoa trong họ Cúc. Loài này được J.Everett & Doust miêu tả khoa học đầu tiên năm 1992.